# Hansjörg Albrecht
Hansjörg Albrecht (* 1972 in Freiberg) ist ein deutscher Dirigent, Organist und Cembalist. Er ist seit 2023 Künstlerischer Leiter des Carl-Philipp-Emanuel-Bach-Chors Hamburg.

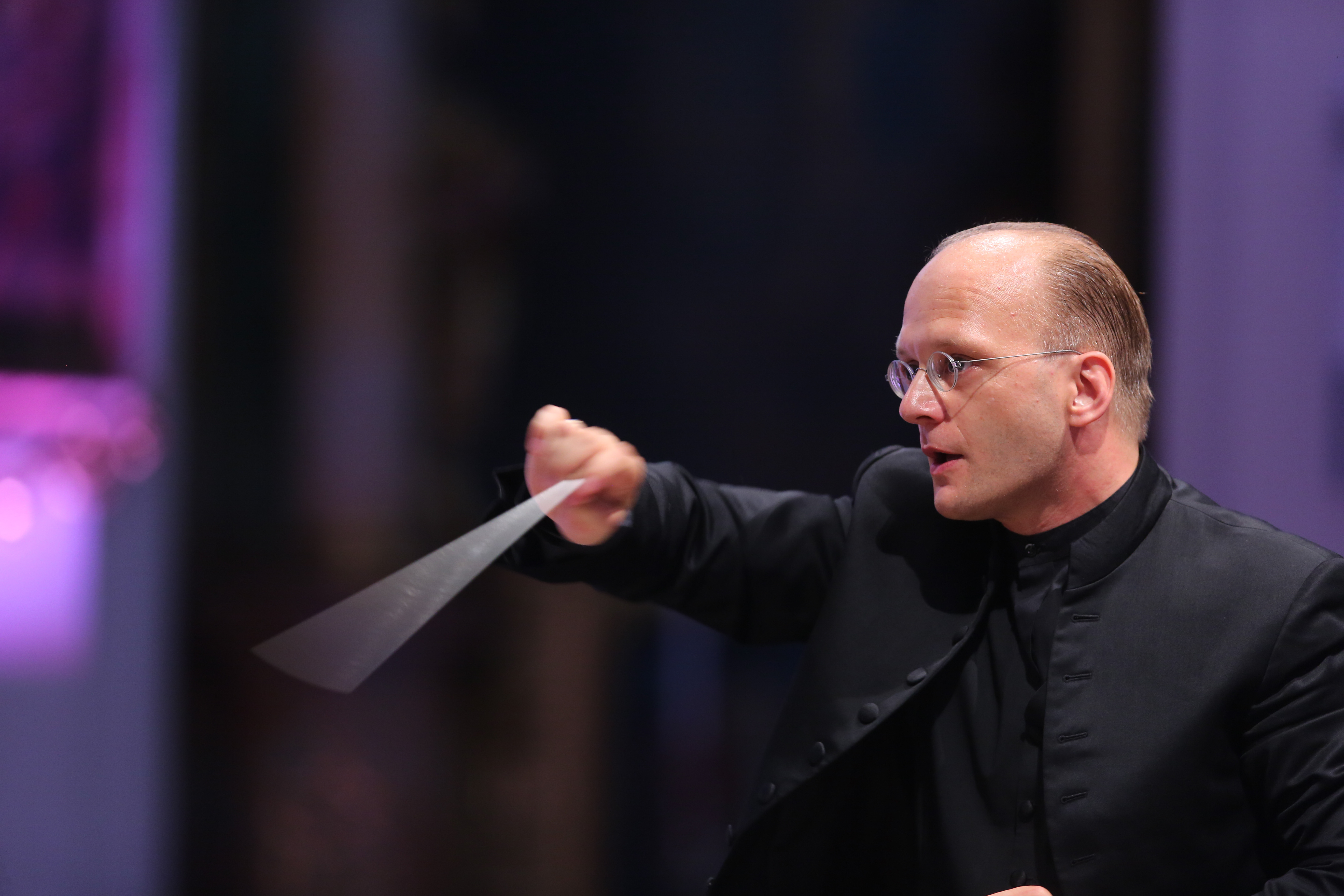
Hansjörg Albrecht (2015)

## Leben
Hansjörg Albrecht begann seine musikalische Ausbildung als Mitglied des Dresdner Kreuzchores und studierte danach Dirigieren und Orgel in Hamburg, Lyon und Köln. Parallel zu seinem Studium war er für sieben Jahre Assistenzorganist an der Hauptkirche Sankt Michaelis in Hamburg. Von 2000 bis 2005 arbeitete er als Assistent, Organist und Cembalist eng mit dem Sänger und Dirigenten Peter Schreier zusammen. Von 2005 bis Ende der Saison 2022/2023 war Albrecht Künstlerischer Leiter des Münchener Bach-Chores und des Münchener Bach-Orchesters.
Als Dirigent arbeitete er unter anderem mit Künstlern wie Dorothee Oberlinger, Arabella Steinbacher, Sharon Kam, Simone Kermes, Klaus Florian Vogt, Peter Seiffert, Michael Volle, Franz Grundheber und der Donlon Dance Company zusammen oder mit Klangkörpern wie dem Orchestra Sinfonica Nazionale della RAI in Turin, dem Orchester und Chor des Teatro San Carlo in Neapel, dem Orchestra Sinfonica Siciliana, dem Haydn-Orchester, den Prager Philharmonikern, dem Moskauer Barockorchester, dem Bayerischen Staatsorchester, dem Münchner Rundfunkorchester, den Münchner Symphonikern, dem Bach-Collegium München, dem Tölzer Knabenchor, der Staatsphilharmonie Rheinland-Pfalz, den Hamburger Symphonikern, dem Elbipolis Barockorchester und dem Carl-Philipp-Emanuel-Bach-Chor Hamburg, dem Kammerorchester Carl-Philipp-Emanuel Bach Berlin sowie den Ensembles der Internationalen Bachakademie der Gächinger Kantorei und des Bach-Collegiums in Stuttgart.
Dabei führten ihn Konzerte zu Festivals wie den Gustav-Mahler-Musikwochen in Toblach, Settembre Musica in Turin, dem Heidelberger Frühling, den Festspielen Europäische Wochen Passau, der Internationalen Orgelwoche Nürnberg, den Musikfestspielen Saar, in Sälen, wie in die Sankt Petersburger Philharmonie, die Musikhalle Hamburg, die Philharmonie München, das Festspielhaus Baden-Baden, die Warschauer Nationalphilharmonie, das Teatro San Carlo in Neapel, das Teatro Politeama in Palermo sowie in die Papstbasilika Santa Maria Maggiore in Rom.
Als Kammermusikpartner trat Hansjörg Albrecht u. a. mit Vesselina Kasarova, Albrecht Mayer, dem Klavierduo Yaara Tal & Andreas Groethuysen sowie Jean Guillou auf.
Konzerte als Organist führen ihn in die großen Konzerthäuser und Kathedralen von Europa, Russland und den USA wie zum Beispiel nach Saint-Eustache in Paris, Westminster Cathedral in London und St. Patrick’s in New York, ins Konzerthaus Berlin und die Berliner Philharmonie, in die Frauenkirche Dresden, das Brucknerhaus Linz und den Orgelpark Amsterdam, in das Auditorio de la Musica Madrid, das Rudolfinum in Prag, sowie ins Kultur- und Kongresszentrum Luzern. Zudem gastierte er bei namhaften Orchestern wie dem Israel Philharmonic Orchestra, dem Los Angeles Opera Orchestra, dem St. Luke’s Chamber Orchester New York, dem Orchestre de la Suisse Romande, dem Orchestra dell’Accademia Nazionale di Santa Cecilia, Tschechische Philharmonie, Kremerata Baltica und Symphonieorchester des Bayerischen Rundfunks.
Hansjörg Albrecht ist auch auf dem Gebiet der Neuen Musik tätig, so in Ur- und Erstaufführungen von Werken von Thierry Escaich, Philipp Maintz, Rodion Schtschedrin oder Enjott Schneider, mit dem er eng zusammenarbeitet.
Seit 2006 verbindet Albrecht als Dirigent und Organist ein Vertrag mit dem Label Oehms Classics. Eine eigene SACD-Reihe Die Kunst der Orgeltranskription ist der Orgel als Konzertinstrument gewidmet. Seine Aufnahme der Suite Die Planeten von Gustav Holst wurde 2013 für den Grammy Award in der Kategorie „Best Classical Instrumental Solo“ nominiert.

## Diskografie (Auswahl)
Als Dirigent
- Johann Sebastian Bach: Der Streit zwischen Phoebus und Pan (2007)
- Frohlocket ihr Völker auf Erden – Deutsche romantische Weihnacht (2009)
- Johannes Brahms: Ein deutsches Requiem (2011)
- Gustav Mahler: Das Lied von der Erde (2011)
- Walter Braunfels: Orgelkonzert und Variationen über ein französisches Lied (2012)
- Enjott Schneider: At the Edge of Time / Werke für Orchester und Orgel (2013)
- Johann Sebastian Bach: Jubiläums-CD 60 Jahre Münchener Bach-Chor und Bach-Orchester 1954–2014 (2014)
- Hans Rott/Enjott Schneider: Liederreise „Balde ruhest du auch“ & Sinfonie E-Dur (2014)
- Georg Friedrich Händel: Grand Musical Entertainment | Neue Konzerte für Orgel & Orchester (2015)
- Walter Braunfels: Orchesterlieder, Volume I (2016)
- Walter Braunfels: Orchesterlieder, Volume II (2016)
- Richard Wagner: Der Ring ohne Worte – Orchesterfassung von Lorin Maazel (2017)

Als Organist
- Richard Wagner: Der Ring. An Organtranscription (Oehms Classics; 2006)
- Johann Sebastian Bach: Goldberg-Variationen / IV. Teil der Clavierübung (2007)
- Pictures from Russia: Mussorgsky, Rachmaninow, Stravinsky (2008)

- Johann Sebastian Bach: Orgelmesse / III. Teil der Clavierübung (2009)
- Francis Poulenc: Konzerte für Tasteninstrumente (2010)
- Gustav Holst: Die Planeten (2011)
- Johann Sebastian Bach: Italienisches Konzert und Französische Ouvertüre / II. Teil der Clavier-Übung (2011)
- Johann Sebastian Bach: Sechs Partiten / I. Teil der Clavierübung (2012)
- Richard Wagner: Preludes and Overtures (2013)
- Hector Berlioz: Symphonie fantastique (2014)
- Antonio Vivaldi: The four Seasons - Transkriptions for Organ (2015)
- Franz Liszt: Faust-Symphonie. Transcription for Organ (2018)
- Richard Wagner: Siegfried-Idyll. Organ Transcriptions (Oehms Classics; 2019)
- Anton Bruckner, The Symphonies. Organ Transcriptions. Sinfonien Nr. 1 bis 9 und Nullte Sinfonie. 10 CDs (Oehms Classics; 2020–2024)

Als Pianist
- Lieder zur Weihnacht in der Dresdner Frauenkirche. Mit Peter Schreier (Berlin Classics; 2012)